# Palazzo Bovara (Milano)
Palazzo Bovara, per esteso Palazzo Bovara Busca Benni, è un palazzo storico di Milano situato in corso Venezia n. 51.

## Storia
Il palazzo fu costruito nella seconda metà del XVIII secolo su progetto di Felice Soave; l'edificio è celebre per essere stato nel periodo napoleonico sede dell'ambasciata francese a Milano (ove soggiornò anche Stendhal).

## Descrizione
Palazzo Bovara, pur di semplice architettura, presenta molti degli stilemi dell'architettura neoclassica milanese: il portale di ingresso è centrato sulla facciata del palazzo e racchiuso tra due colonne di ordine dorico sormontate dalla balconata a balaustrata del piano nobile. Le decorazioni delle finestre, pur sempre austere, sono più vistose nel piano nobile, dove queste sono decorate con timpani alternati triangolari e curvilinei. La facciata è racchiusa in una cornice in bugnato, che, come tutte le altre decorazioni, è realizzata in pietra arenaria.